# Белокрылый клёст
Белокрылый клёст (лат. Loxia leucoptera) — певчая птица семейства вьюрковых (Fringillidae).

## Описание
Белокрылый клёст достигает длины 14,5—17 см и массы от 24 до 35 г. Клюв приспособлен для раскалывания шишек лиственниц, чьими семенами в основном и питается. Ярко выражен половой диморфизм: оперение у самок жёлтого цвета, а у самцов малиново-красное либо кирпично-красное. Крылья окрашены в чёрный цвет. У более зрелых птиц на крыльях также имеются две белые полоски, давшему этому виду его имя. При брачных демонстрациях самцы белокрылого клеста издают протяжные высокие свисты, которые звучат как «софи-и-и-и-и-и…»

## Распространение

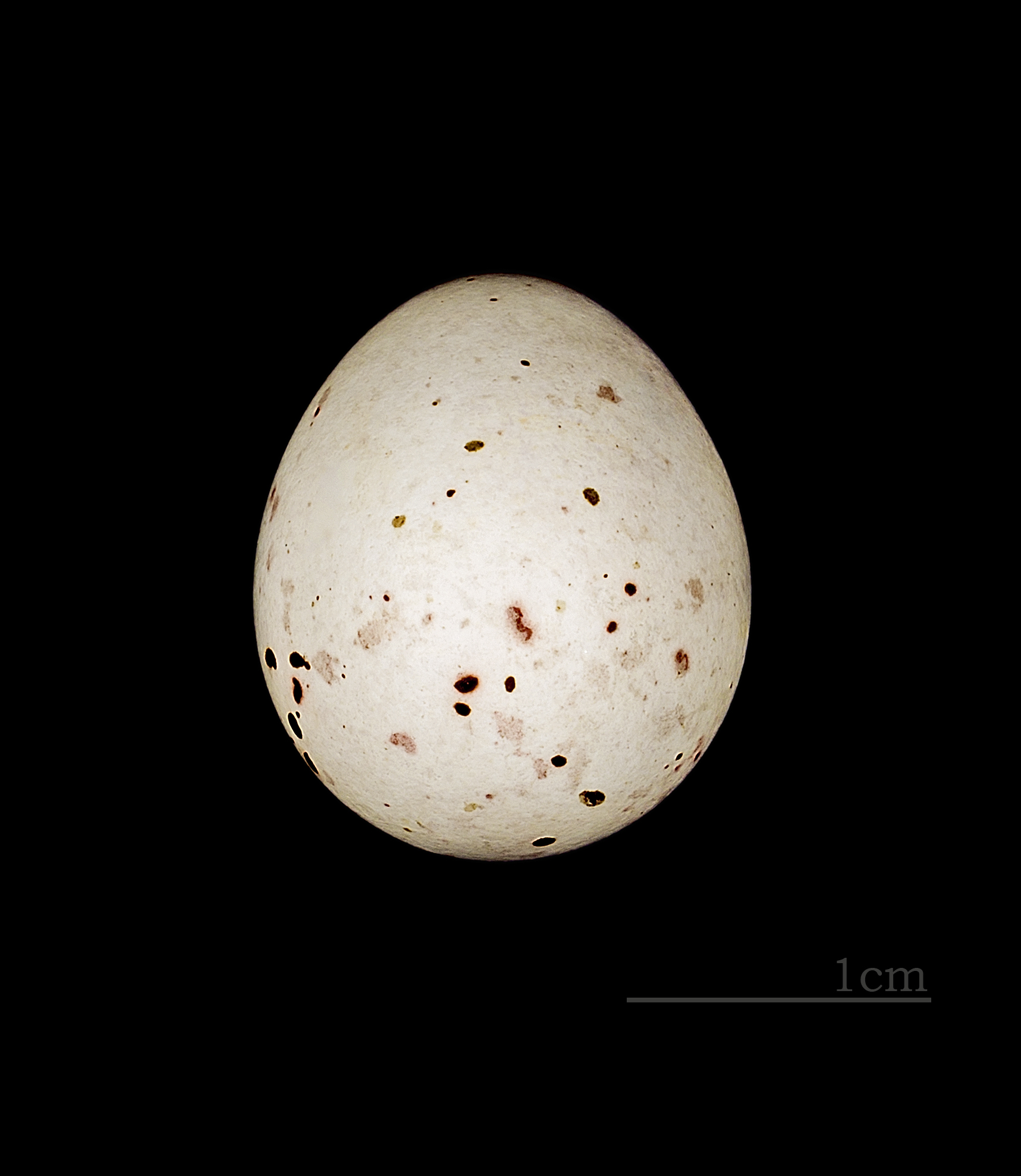
Loxia leucoptera

Белокрылый клест обитает главным образом в российской тайге, Скандинавии и Северной Америке. Предпочитает гнездиться в регионах с широким распространением лиственниц, питается также семенами сосновых.

## Подвиды
Номинативная форма белокрылого клеста обитает в Северной Америке, а в Евразии встречается подвид L. l. bifasciata.